# ジョージィ・フェイム
ジョージィ・フェイム（Georgie Fame、本名 Clive Powell、1943年6月26日 - ）は、1960年代より活動しているイングランドのミュージシャン。オルガンを弾きながら軽やかに歌い上げるスタイルで知られる。
1960年代はジョージィ・フェイム&ザ・ブルー・フレイムズとして活動。シングル3曲がいずれも全英シングルチャート1位を獲得している。
アラン・プライスやヴァン・モリソンとのコラボレーションでも知られている。

## 代表曲
- イエ・イエ - "Yeh Yeh" (1964年)
  - 全英シングル第1位。（前週まで5週連続1位はビートルズの『アイ・フィール・ファイン』）[1][2]
- ゲッタウェイ - "Getaway" (1966年)
  - 全英シングル第1位。（前週1位はキンクス『サニー・アフタヌーン』）[3][2]
- ボニーとクライドのバラード - "The Ballad of Bonnie and Clyde" (1967年)
  - 全英シングル第1位。（前週まで7週連続1位はビートルズ『ハロー・グッドバイ』）[3][2]
  - 同年公開の映画「俺たちに明日はない」のボニーとクライドについて歌っている。

## ディスコグラフィ

### スタジオ・アルバム
- 『フェイム・アット・ラスト』 - Fame at Last! (1964年、Columbia) ※with ザ・ブルー・フレイムズ
- 『イエ・イエ』 - Yeh Yeh (1965年、Imperial) ※with ザ・ブルー・フレイムズ
- Get Away (1966年、Imperial) ※with ザ・ブルー・フレイムズ
- 『スウィート・シングス』 - Sweet Things (1966年、Columbia) ※with ザ・ブルー・フレイムズ
- 『サウンド・ヴェンチャー』 - Sound Venture (1966年、Columbia) ※with ザ・ハリーサウス・ビッグ・バンド
- 『ザ・トゥー・フェイシズ・オブ・フェイム』 - The Two Faces of Fame (1967年、CBS) ※片面ライブ with ザ・ハリーサウス・ビッグ・バンド、片面スタジオ with ザ・ジョージィ・フェイム・バンド
- 『ザ・サード・フェイス・オブ・フェイム』 - The Third Face of Fame (1968年、CBS) ※『The Ballad of Bonnie and Clyde』としても発売
- 『ジョージィ・ダズ・ヒズ・シング・ウィズ・ストリングス』 - Georgie Does His Thing with Strings (1969年、CBS) ※with ザ・キース・マンスフィールド・オーケストラ
- 『セヴンス・サン』 - Seventh Son (1970年、CBS)
- 『ゴーイング・ホーム』 - Going Home (1971年、CBS)
- 『フェイム・アンド・プライス / トゥゲザー』 - Fame & Price / Price & Fame / Together (1971年、CBS) ※with アラン・プライス
- All Me Own Work (1972年、Reprise)
- 『ジョージィ・フェイム』 - Georgie Fame (1974年、Island)
- 『ライト・ナウ!』 - Right Now! (1979年、Pye)
- 『ザッツ・ホワット・フレンズ・アー・フォー』 - That's What Friends Are For (1979年、Pye)
- 『クロージング・ザ・ギャップ』 - Closing the Gap (1980年、Piccadilly)
- In Hoagland 1981 (1981年、Bald Eagle) ※with アニー・ロス、ホーギー・カーマイケル
- In Goodmansland (1983年、Sonet) ※with シルヴィア・ヴレタマー
- Georgie, Lena, Lasse (1986年、Four Leaf Clover) ※with レナ・エリクソン、ラッセ・サミュエルソン
- No Worries (1988年、Four Leaf Clover/CBS)
- A Portrait of Chet (1989年、Four Leaf Clover)
- 『クール・キャット・ブルース』 - Cool Cat Blues (1991年、Go Jazz/Blue Moon)
- 『ザ・ブルース・アンド・ミー』 - The Blues and Me (1992年、Go Jazz)
- City Life (1992年、BBC Radio 2) ※with マデリン・ベル、BBCビッグ・バンド
- Three Line Whip (1994年、Three Line Whip)
- 『ハウ・ロング・ハズ・ジス・ビーン・ゴーイング・オン』 - How Long Has This Been Going On (1995年、Verve) ※ヴァン・モリソン with ジョージィ・フェイム & フレンズ名義
- 『テルミー・サムシング〜モーズ・アリソンに捧ぐ』 - Tell Me Something: The Songs of Mose Allison (1996年、Verve) ※トリビュート・アルバム with ヴァン・モリソン、モーズ・アリソン、ベン・シドラン
- 『ポエット・イン・ニューヨーク』 - Poet in New York (2000年、Go Jazz)
- Relationships (2001年、Three Line Whip)
- Charlestons (2003年、Three Line Whip)
- Jazz My Way (2008年、Curling Legs) ※with グレース・カウスランド featuring ジョージィ・フェイム名義
- Tone-Wheels 'A' Turnin' (2009年、Three Line Whip) ※with ザ・ラスト・ブルー・フレイムズ
- Lost in a Lover's Dream (2012年、Three Line Whip)
- Swan Songs (2015年、Three Line Whip) ※with ザ・ラスト・ブルー・フレイムズ

### ライブ・アルバム
- 『リズム・アンド・ブルース・アット・ザ・フラミンゴ』 - Rhythm and Blues at the Flamingo (1964年、Columbia) ※with ザ・ブルー・フレイムズ
- 『ショーティ・フィーチャリング・ジョージィ・フェイム』 - Shorty Featuring Georgie Fame (1970年、Epic)
- Live at Montreux Jazzfestival (1983年、Dragon) ※with Hudik Big Band and Bengt-Arne Wallin
- Georgie on My Mind (1991年、Jazette)
- Live in Japan (1992年、Go Jazz) ※with ベン・シドラン、ボブ・マラック、リッキー・ピーターソン
- Endangered Species (1993年、Music Mecca) ※with Danish Radio Big Band
- Name Droppin': Live at Ronnie Scott's (1997年、Go Jazz)
- Walking Wounded: Live at Ronnie Scott's (1998年、Go Jazz)
- Ring Tenth Anniversary (1999年、Jazette) ※with Ring All Stars
- Georgie Fame & the Birthday Big Band (2004年、Three Line Whip)
- Live at the Royal Garden Jazz Club (2008年、Royal Garden Jazz Club) ※with Boško Petrović Trio
- Singer: The Musical (2014年、Proper) ※Featuring マデリン・ベル
- Rhythm and Blues at the Ricky Tick (2014年、Rhythm & Blues)
- A Declaration of Love (2015年、ITM Archives) ※with ウッシ・ブリューニング、アラン・スキドモア・カルテット
- 『コンプリートBBCセッションズ1964-1967』 - The Complete Live Broadcasts I - BBC Radio Sessions 1964-1967 (2021年、Rhythm & Blues)

### コンピレーション・アルバム
- Hall of Fame (1967年、Columbia)
- Fame Again! (1972年、Starline)
- 『イエー・イエー〜20ビート・クラシックス』 - 20 Beat Classics (1980年、RSO)
- The First Thirty Years (1989年、Connoisseur)
- 『ジョージィ・フェイム』 - Get Away with Georgie Fame (1993年、Spectrum Music)
- Georgie Fame at His Best (1995年、Castle Communications)
- The Best of Georgie Fame 1967–1971 (1996年、Columbia)
- The Very Best of Georgie Fame and the Blue Flames (1997年、Spectrum Music)
- Master Series (1999年、Polydor) ※with ザ・ブルー・フレイムズ
- 『ファニー・ハウ・タイム・スリップ・アウェイ〜パイ・アンソロジー』 - Funny How Time Slips Away: The Pye Anthology (2001年、Sanctuary/Castle Music)
- 『フォー・カフェ・アプレミディ』 - Georgie Fame For Café Après-midi (2003年、Universal)
- 『オン・ザ・ライト・トラック〜コンプリート・ヒット・コレクション 1964-1971』 - A Complete Hit Collection 1964–1971 (2004年、Raven)
- Superhits (2004年、Columbia) ※with アラン・プライス
- Somebody Stole My Thunder: Jazz-Soul Grooves 1967–1971 (2007年、Sony BMG)
- 『エヴリィ・ノック・イズ・ア・ブースト : ゴー・ジャズ・イヤーズ』 - Every Knock Is A Boost: The Go Jazz Years (2008年、Nardis Music)
- 『モッド・クラシックス 1964-1966』 - Mod Classics: 1964–1966 (2010年、BGP)
- Yeh Yeh: The Georgie Fame Collection (2015年、Spectrum Music)
- 『コンプリート・レコーディング 1963-1966』 - The Whole World's Shaking: Complete Recordings 1963–1966 (2015年、Polydor) ※5CDボックスセット
- Survival: A Career Anthology 1963–2015 (2016年、UMC) ※6CDボックスセット
- South Venture (2019年、1960s) ※with the Harry South Band and Lulu

※日本盤CD化について
日本盤の発売は『クール・キャット・ブルース』『ザ・ブルース・アンド・ミー』など一部の作品に限られていたが、2006年11月にユニバーサルミュージックから4枚（ボーナス曲多数追加）、同12月にはソニー・ミュージックから6枚が相次いで紙ジャケット盤でCD化（一部は世界初CD化）され、2008年にも多くの作品が紙ジャケット仕様でCD化された（初回生産限定）。